# 20-мм автоматическая пушка Тип 2
20-мм автоматическая пушка Тип 2 — японское зенитное орудие, созданное на основе немецкого FlaK 30/38. Выпуск начат в 1942 году.

## Конструкция
Запущенное в серию в 1942 году, Тип 2 было похоже на зенитное орудие Тип 98, но, в отличие от предшественника, оно имело угол подъёма до 95 градусов и обладало централизованной системой управления огнём. Система управления огнём, разработанная для Тип 2, позволяла одновременно управлять шестью пушками. Пушка была основана на немецком орудии FlaK 30/38/Flakvierling. Номер Тип 2 означал год, когда пушка была принята — 2602 по японскому императорскому календарю, что равноценно 1942 году по григорианскому календарю.

## Варианты
Спаренные орудия образовали вариант, известный как спаренная 20-мм зенитная установка Тип 2. Прототип зенитного танка Тип 98 Та-Се был оснащён спаркой зенитных орудий Тип 2 в качестве основного вооружения. Зенитный танк Та-Се не был принят на вооружение.